# 施米特·加博尔
施米特·加博尔（匈牙利語：Schmiedt Gábor，1962年1月25日—），匈牙利男子水球运动员。他曾代表匈牙利参加1988年和1992年夏季奥林匹克运动会水球比赛，分别获得第五名和第六名。